# Paul Modrich
Paul Lawrence Modrich (* 13. června 1946 Raton ve státě Nové Mexiko) je americký chemik chorvatského původu, který v roce 2015 získal Nobelovu cenu za chemii společně s Tomasem Lindahlem a Azizem Sancarem za výzkum v oblasti oprav deoxyribonukleové kyseliny (DNA). Paul Modrich popsal mechanismus, kterým buňky ověřují, že „písmena“ DNA nejsou při kopírování či úpravě přeházena či špatně zapsána.
Paul Modrich studoval na Stanfordově univerzitě a na Massachusettském technologickém institutu, kde roku 1973 získal doktorát. Dnes působí jako profesor biochemie na Dukeově univerzitě a jako výzkumník v ústavu Howard Hughes Medical Institute.